# After Thomas
After Thomas (Brasil: Um Amigo Inesperado ) é um filme televisivo britânico transmitido a 26 de dezembro de 2006, na Independent Television. Foi produzido por Beryl Vertue e Elaine Cameron, realizado por Simon Shore, e escrito por Lindsey Hill.

## Enredo
O filme centra-se na vida de Kyle Graham, uma criança autista severa, e o progresso que ele faz quando os seus pais adotam o cão Thomas, um golden retriever. É baseado na história real da criança escocesa Dale Gardner e o seu cachorro Henry.

## Elenco
- Keeley Hawes - Nicola Graham
- Ben Miles - Rob Graham
- Andrew Byrne - Kyle Graham
- Sheila Hancock - avó Pat
- Duncan Preston - avô Jim
- Asa Butterfield - Andrew[3]
- Clive Mantle - John Havers
- Lorraine Pilkington - Rachel
- Noma Dumezweni - Paula Murray
- Gill Hutley - professora